# آخر هفته کثیف
آخر هفته کثیف (انگلیسی: Dirty Weekend) فیلمی در ژانر کمدی-درام به کارگردانی نیل لابیت است که در سال ۲۰۱۵ منتشر شد.